# Karl Weber (Oberamtmann)
Karl Eugen Weber (* 27. Februar 1867 in Affstätt; † 16. Oktober 1920 in Crailsheim) war ein württembergischer Oberamtmann.

## Leben
Weber, Sohn eines Lehrers und evangelischer Konfession, studierte  von 1883 bis 1890 Rechts- und Staatswissenschaften in Tübingen. Er legte 1890 die erste und 1891 die zweite höhere Dienstprüfung ab.
Danach trat er in die württembergische Innenverwaltung ein. Zunächst war er von 1892 bis 1897 stellvertretender Amtmann in Blaubeuren, danach Amtmann in Neresheim (1897 bis 1900) und Schorndorf (1900 bis 1904) und schließlich Kollegialhilfsarbeiter bei der Regierung des Schwarzwaldkreises in Reutlingen. Er erhielt 1909 den Titel Oberamtmann und 1909 den Titel Assessor.
Er leitete als Oberamtmann die Oberämter Münsingen von 1910 bis 1919 und Crailsheim von 1919 bis 1920.